# غرقاب (غلبايغان)
غرقاب (بالإنجليزية: Gharqab, Isfahan)‏ هي منطقة سكنية تقع في أصفهان في إيران. يقدر عدد سكانها بـ 50 نسمة .